# Christopher Antwi-Adjei
Christopher Antwi-Adjei (Hagen, Renania del Norte-Westfalia, Alemania, 7 de febrero de 1994) es un futbolista ghanés-alemán. Juega de centrocampista y su equipo es el F. C. Schalke 04 de la 2. Bundesliga de Alemania.

## Selección nacional
Es internacional absoluto con la selección de Ghana desde 2019. Debutó el 18 de noviembre contra Santo Tomé y Príncipe en la clasificación para la Copa Africana de Naciones de 2021.

## Clubes
| Club             | País     | Año       |
| ---------------- | -------- | --------- |
| Westfalia Herne  | Alemania | 2013-2014 |
| TSG Sprockhövel  | Alemania | 2014-2017 |
| SC Paderborn 07  | Alemania | 2017-2021 |
| VfL Bochum       | Alemania | 2021-2024 |
| F. C. Schalke 04 | Alemania | 2024-     |